# Staberl (Theater)

Ignaz Schuster als Staberl 1813

Staberl ist eine stehend gewordene Figur oder Lustige Person des Alt-Wiener Volkstheaters. Im Morgenblatt für gebildete Leser wird er 1834 folgendermaßen beschrieben: roter Rock, grauer Hut, blaue Weste, Schnürstiefel à la Tyrolienne, krummer dünner Zopf.
Ursprünglich stellt Staberl einen Wiener Bürger des Mittelstands mit dem Beruf des Schirmmachers (Parapluimacher) dar, der sich in fremdartigen Verhältnissen ungelenk benimmt, sich aber durch Mutterwitz immer zu helfen weiß. Die Figur geht von Adolf Bäuerles Posse Die Bürger in Wien (1813) aus, wurde durch ihren Darsteller Ignaz Schuster jedoch zur stehenden Rolle.
Theaterstücke mit dieser Figur im Zentrum nannte man Staberliaden (so etwa Staberls Promotion zum magnetisirenden Doktor (1817) von Franz Anton von Spaun oder Staberl in Reichsgeschäften (1818) von Johann Christoph von Aretin). Staberl ist auch mit den Darstellern Johann Nestroy und vor allem Carl Carl verbunden, der selbst Stücke für Staberl schrieb. Zwischen 1833 und 1882 trat Ferdinand Lang in München regelmäßig als Staberl auf, nachdem er sich hierzu zuvor in Wien inspirieren lassen hat. In der späteren Zeit verlagert sich Staberl ins Puppenspiel und wurde eine Figur in der Nachfolge des Wurstel oder Kasperl.
Richard Nimmerrichter (1920–2022) wählte Staberl als Pseudonym für eine sarkastische und mitunter beleidigende Kolumne, die 1964–2001 in der österreichischen Kronen Zeitung erschien.